# Eexterveenschekanaal
Eexterveenschekanaal (53° 03′ N, 6° 50′ L) é uma cidade dos Países Baixos, na província de Drente. Eexterveenschekanaal pertence ao município de Aa en Hunze, e está situada a 19 km, a leste de Assen.
A área de Eexterveenschekanaal, que também inclui as partes periféricas da cidade, bem como a zona rural circundante, tem uma população estimada em 240 habitantes.